# Rupert Davies
Rupert Davies, teljes születési nevén Rupert Lisburn Gwynne Davies (Liverpool, Lancashire, Anglia, 1916. május 22. – London, 1976. november 22.) BAFTA-díjas angol színpadi és filmszínész, ismert szerepe Maigret felügyelő alakja az 1960–1963-as Maigret című bűnügyi sorozatban, melyet a BBC televízió készített Georges Simenon regényei alapján.

## Élete

### Származása
Liverpool kikötővárosban született, walesi eredetű családban. A Brit Kereskedelmi tengerhajózáshoz (Merchant Navy) állt be dolgozni. A második világháború alatt alhadnagyi rangban légvédelmi megfigyelőként szolgált a Brit Haditengerészet hadirepülő alakulatánál (Fleet Air Arm). 1940-ben a Fairey Swordfish repülőgép, melynek fedélzetén tartózkodott, Hollandia partjai előtt a tengerbe zuhant. Davies német fogságba esett, és az alsó-sziléziai Saganba (ma Żagań, Nyugat-Lengyelország), a „Stalag Luft III” nevű Luftwaffe-fogolytáborba került. 
Többször próbált megszökni, de mindig elfogták és visszavitték. Fogsága idején kezdett színpadi előadásokban közreműködni, hogy fogolytársainak szórakozást nyújtson.

### Pályája
Kiszabadulása után színészi pályára lépett. Először egy volt hadifoglyokból alakult színészcsoport show-műsorában (Back Home) lépett fel, a londoni Stoll Színházban. 
Első „igazi” színpadi szerepében 1959. június 1-jén debütált, az ezredest alakította Alun Owen: The Rough and Ready Lot című színművében, melyet a londoni Hammersmith Lyric Theatre állított színpadra. Az előadásból tévéfelvétel is készült, melyet az év szeptemberében sugároztak.
A brit televízióban egymást érték megbízatásai, tévéfilmekben és sorozatokban. Megjelent a Quatermass II-ben, az 1958-as Ivanhoe-sorozatban (Roger Moore címszereplő mellett), az 1959-es Life in Emergency Ward 10 kórházi sorozatban, az 1961-es Danger Man sorozatban, az 1967-es Man in a Suitcase misztikus sorozatban.
A BBC televízió Georges Simenon regényeiből készített, 1960–1963 között sugárzott Maigret című bűnügyi tévésorozat címszerepével, Jules Maigret francia rendőr-főfelügyelő alakításával Davies világhírre tett szert. Az alakításért 1962-ben megkapta a legjobb férfi színésznek járó BAFTA-díjat. A pipázó Maigret-karakter népszerűségét kihasználva Davies, aki maga is szenvedélyes pipás volt, 1964-ben kiadott egy kislemezt, ahol maga énekli a „Smoking My Pipe” című dalt.

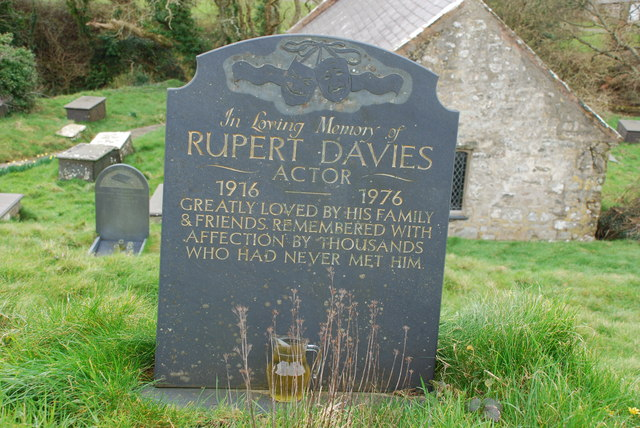
Sírhelye Walesben

Sokféle mozifilmben alakított kisebb-nagyobb mellékszerepeket, így megjelent Martin Ritt rendező A kém, aki a hidegből jött című kémfilmjében (1965) is. Az 1960-as évek második felében több horrorfilmben is játszott, így Michael Reeves 1968-as Boszorkányvadász generálisában Vincent Price mellett, a Dracula feltámadt sírjából horrorban a címszereplő Christopher Lee mellett. Nagy nemzetközi produkciókban is szerepet kapott: Szergej Bondarcsuk 1970-es olasz-szovjet Waterloo-filmjében Lord Alexander Gordont, Gordon hercegét alakította, majd Étienne Périer rendező 1971-es A Zeppelin című háborús kalandfilmjében brit tisztet játszott, Michael York és Peter Carsten mellett. Szerepelt az 1971-es Doktor tojáshéj krimisorozatban, az 1972–1973-as Arthur of the Britons történelmi kalandfilm-sorozatban. Rosztov grófot játszotta John Davies rendező Háború és béke című 1972-es sorozatában, Lev Tolsztoj klasszikus regényének angol filmváltozatában, Anthony Hopkins (Pierre Bezuhov) mellett.
A Brit Királyi Művészeti Társaság (Royal Society of Arts, RSA) tagjai közé fogadta (Fellowship / FRSA).

### Magánélete
1946-ban feleségül vette Jessica Isobel Knowles-t. Két fiuk született, Timothy és Hoagan Davies (*1952), utóbbi szintén színész lett. Rupert Davies 60 éves korában, 1976-ban hunyt el Londonban, rákbetegség következtében. Wales Gwynedd tartományában, Nefyn közelében temették el.

## Főbb filmszerepei
- 1946: The Thracian Horses; tévéfilm; Kritiász / Zeusz
- 1950: The Angel with the Trumpet; rendőrtiszt
- 1955: The Dark Avenger; Sir John
- 1955: Quatermass II; tévé-minisorozat; Vincent Broadhead
- 1957: The Traitor; Clinton
- 1955: Robin Hood kalandjai (The Adventures of Robin Hood); tévésorozat; Simon Dexter
- 1958–1959: Ivanhoe; tévésorozat; Gareth testvér
- 1957–1958: The New Adventures of Charlie Chan; tévésorozat; Duff felügyelő
- 1959: Life in Emergency Ward 10; Dr.Hunter
- 1959: A gyűlölet áldozata (Sapphire); Ferris
- 1959: A kis Bobby (Bobbikins); Jock Fleming
- 1959: The Rough and Ready Lot; színházi tévéfilm; az ezredes
- 1959–1965: The Third Man; tévésorozat; Arthur Shillings rendőrfelügyelő
- 1959: A repülő orvos (The Flying Doctor); tévésorozat; Frank Selby
- 1960: The True Mistery of the Passion; tévéfilm; Kajafás főpap
- 1960: Danger Tomorrow; Dr. Campbell
- 1960: Betondzsungel (The Criminal); Edwards
- 1961: Danger Man; tévésorozat; Graves ezredes
- 1960–1963: Maigret; tévésorozat; Maigret főfelügyelő
- 1964–1969: Detective; tévésorozat; Jules Maigret főfelügyelő
- 1965: A kém, aki a hidegből jött (The Spy Who Came in from the Cold); George Smiley
- 1966: The Uncle; David Morton
- 1966: The Brides of Fu Manchu; Jules Merlin
- 1966: Das Geheimnis der gelben Mönche; Saadi rendőrbiztos
- 1967: Five Golden Dragons; Sanders rendőrbiztos
- 1968: Az X-1-es tengeralattjáró (Submarine X-1); Redmayne altengernagy
- 1968: Boszorkányvadász generális (Matthew Hopkins: Witchfinder General); John Lowes
- 1968: Dracula feltámadt sírjából (Dracula Has Risen from the Grave); Monsignore
- 1968: Curse of the Crimson Altar; vikárius
- 1969: The Oblong Box; Joshua Kemp
- 1970: Waterloo; Lord Alexander, Gordon hercege
- 1970: Biography; tévésorozat; Sir Almroth Wright
- 1971: The Night Visitor; Mr. Clemens
- 1971: A Zeppelin (Zeppelin); Whitney százados
- 1971: Gyújtogatók (The Firechasers); Prentice
- 1971: Doktor tojáshéj  (Doctor at Large); tévésorozat; Barker rendőrfelügyelő
- 1972: The Man Outside; tévésorozat; Mr Baker
- 1972–1973: Háború és béke (War & Peace); tévésorozat; Rosztov gróf
- 1972–1973: Arthur of the Britons; tévésorozat; Cerdig
- 1974: Marked Personal; tévésorozat; Dr. Jack Morrison
- 1974: Rémálom (Frightmare); Edmund Yates
- 1975: Arena; tévésorozat; színész a színpadon

## További információ
- Rupert Davies a PORT.hu-n (magyarul)
- Rupert Davies az Internetes Szinkronadatbázisban (magyarul)
- Rupert Davies az Internet Movie Database-ben (angolul)
- Rupert Davies a Rotten Tomatoeson (angolul)
- Rupert Davies az AlloCiné weboldalán (franciául)
- Rupert Davies Profile (angol nyelven). famousfix.com. (Hozzáférés: 2024. július 3.)
- Rupert Davies (német nyelven). Filmdienst.de
- Rupert Davies (magyar nyelven). MAFAB.hu